# Bosut (rivière)
Pour les articles homonymes, voir Bosut.
Le Bosut (en serbe cyrillique : Босут) est une rivière de Croatie et de Serbie. Elle a une longueur de 186 km. Elle est un affluent gauche de la Save.

## Géographie
Le Bosut appartient au bassin versant de la Mer Noire. Son propre bassin couvre une superficie de 3 097 km2. La rivière n'est navigable que sur 40 km.

## Croatie
Le Bosut, sous le nom de Biđ (ou Bič), prend sa source au centre de la Slavonie, sur les pentes méridionales de la montagne de Dilj (en), au nord-ouest de la ville de Slavonski Brod. Elle coule généralement en direction du nord-est. Quelques localités sont situées à proximité de la rivière : Donji Andrijevci, Vrpolje et Strizivojna. Elle traverse ensuite Cerna et reçoit les eaux de la Berava. À partir de cet endroit, elle prend le nom de Bosut. Cependant certaines cartes indiquent que le nom de Bosut est employé avant que la rivière n'atteigne Cerna ; d'autres utilisent même ce nom pour la partie inférieure du cours de la Berava, entre Gradište et Cerna.
À partir de Cerna, la rivière bifurque vers le nord et entre en Syrmie. Elle traverse les localités d'Andrijaševci et de Rokovci (en), puis atteint la ville de Vinkovci. Le Bosut bifurque ensuite vers le sud-est, direction qu'il suivra désormais tout le reste de sa course. Il traverse Kunjevci, Nijemci, Podgrađe (en), Apševci (en) et Lipovac (en), où il reçoit, sur sa droite, les eaux de la Spačva (en). Au bout de 158 km de course, il franchit la frontière serbe.

## Serbie
Le Bosut entre en Serbie à Batrovci et traverse le sud-ouest de la province autonome de Voïvodine. À Morović, il reçoit les eaux de la Studva, son principal affluent en Serbie. Il traverse ensuite Višnjićevo, tourne au nord de Sremska Rača et, après une course de 28 km en Serbie, se jette dans la Save à Bosut.

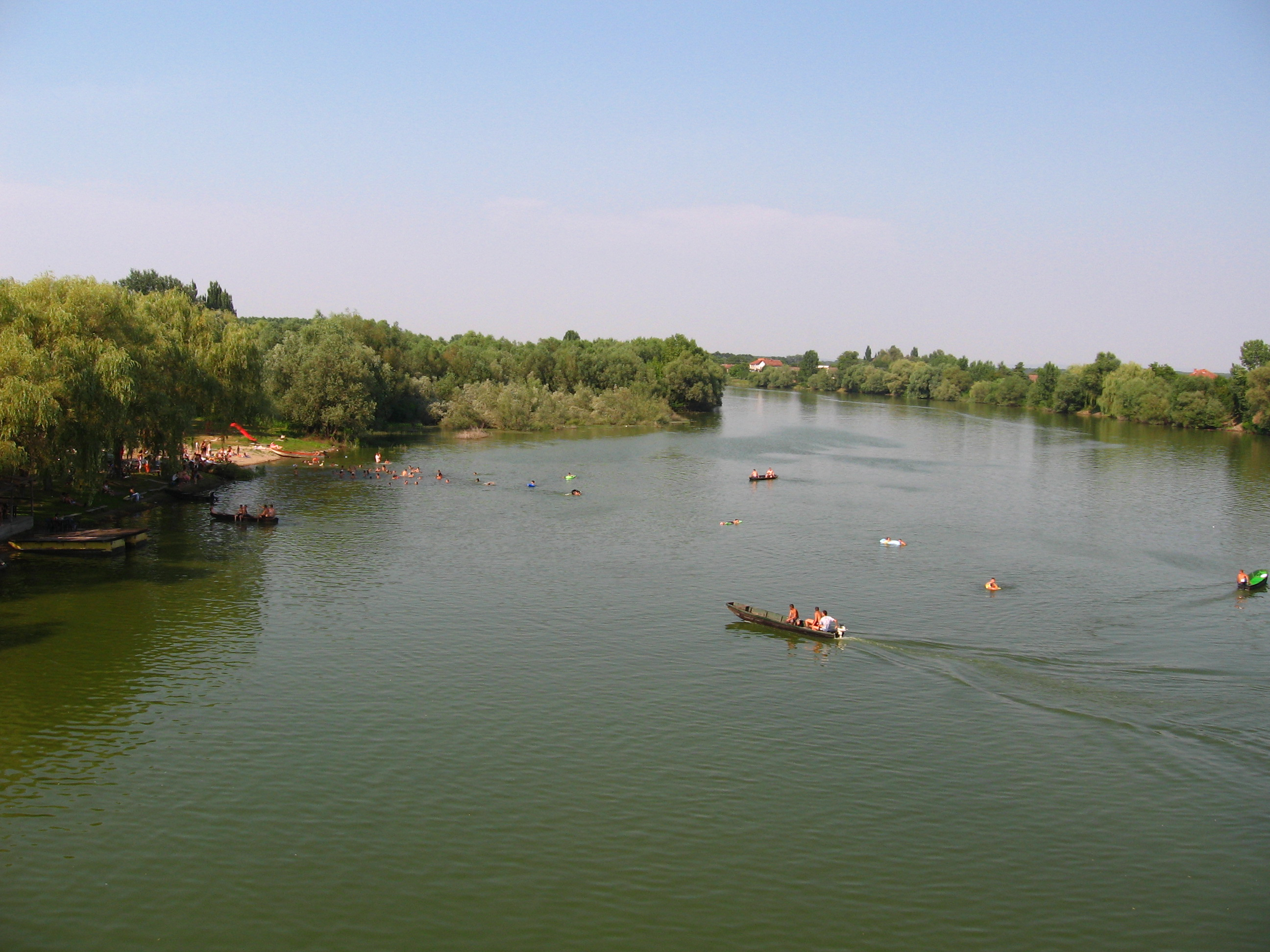
Le Bosut à Morović

## Protection
En Serbie, la forêt de Bosut, située près du village de Bosut, constitue une zone importante pour la conservation des oiseaux (ZICO) ; la zone protégée s'étend sur 17 500 ha. On y trouve des chênes, des frênes, des peupliers, des saules, des ormes, des charmes et des érables ; parmi les oiseaux migrateurs, on peut y observer la cigogne noire (Ciconia nigra) ou la cigogne blanche (Ciconia ciconia) et, parmi les espèces résidentes, des rapaces comme le pygargue à queue blanche (Haliaeetus albicilla) et la chouette hulotte (Strix aluco).